# Gislebert III de Faucogney
Gislebert III de Faucogney (? - après 1189) est un noble comtois. Il fut seigneur de Faucogney et vicomte de Vesoul,,.
Il épouse Sibylle avec qui il a :
- Aymon II,
- Henri,
- Othon[5].